# Bridgewater (Connecticut)
Bridgewater es un pueblo ubicado en el condado de Litchfield en el estado estadounidense de Connecticut. En el año 2005 tenía una población de 1.898 habitantes y una densidad poblacional de 45 personas por km².

## Geografía
Bridgewater se encuentra ubicada en las coordenadas 41°31′33″N 73°21′39″O / 41.52583, -73.36083.

## Demografía
Según la Oficina del Censo en 2000 los ingresos medios por hogar en la localidad eran de $80,420, y los ingresos medios por familia eran $94,720. Los hombres tenían unos ingresos medios de $61,750 frente a los $40,455 para las mujeres. La renta per cápita para la localidad era de $42,505. Alrededor del 4.1% de la población estaban por debajo del umbral de pobreza.